# San Nicola Baronia
San Nicola Baronia este o comună din provincia Avellino, regiunea Campania, Italia, cu o populație de 762 locuitori (1 ianuarie 2023) și o suprafață de 6,9 km².

## Demografie
San Nicola Baronia - evoluția demografică

|  | Graficele sunt indisponibile din cauza unor probleme tehnice. Mai multe informații se găsesc la Phabricator și la wiki-ul MediaWiki. |

Date: Recensăminte sau birourile de statistică - grafică realizată de Wikipedia